# ATP de Marselha de 2013
O ATP de Marselha de 2013 foi um torneio de tênis masculino disputado em quadras duras na cidade de Marselha, na França. Esta foi a 20ª edição do evento. 

## Distribuição de pontos
| Evento            | V   | F   | SF | QF | Segunda rodada | Primeira rodada | Q  | Q3 | Q2 | Q1 |
| Simples masculino | 250 | 150 | 90 | 45 | 20             | 0               | 12 | 6  | 0  | 0  |
| Duplas masculinas | 250 | 150 | 90 | 45 | 0              | —               | —  | —  | —  | —  |

## Chave de simples

### Cabeças de chave
| País | Jogador               | Rank1 | Cabeça |
| ---- | --------------------- | ----- | ------ |
| CZE  | Tomáš Berdych         | 6     | 1      |
| ARG  | Juan Martín del Potro | 7     | 2      |
| FRA  | Jo-Wilfried Tsonga    | 8     | 3      |
| SRB  | Janko Tipsarević      | 9     | 4      |
| FRA  | Richard Gasquet       | 10    | 5      |
| FRA  | Gilles Simon          | 14    | 6      |
| POL  | Jerzy Janowicz        | 26    | 7      |
| SVK  | Martin Kližan         | 31    | 8      |

- 1 Rankings como em 11 de fevereiro de 2013

### Outros participantes
Os seguintes jogadores receberam convites para a chave de simples:
- Ernests Gulbis
- Gaël Monfils
- Lucas Pouille

Os seguintes jogadores entraram na chave de simples através do qualificatório:
- Filip Krajinović
- Édouard Roger-Vasselin
- Sergiy Stakhovsky
- Dmitry Tursunov

### Desistências
Antes do torneio
- Victor Hănescu
- Tatsuma Ito
- Łukasz Kubot
- Paul-Henri Mathieu
- Radek Štěpánek
- Grega Zemlja

## Chave de duplas

### Cabeças de chave
| País | Jogador              | País | Jogador           | Rank1 | Cabeça |
| ---- | -------------------- | ---- | ----------------- | ----- | ------ |
| PAK  | Aisam-ul-Haq Qureshi | NED  | Jean-Julien Rojer | 27    | 1      |
| IND  | Rohan Bopanna        | GBR  | Colin Fleming     | 38    | 2      |
| AUT  | Julian Knowle        | SVK  | Filip Polášek     | 62    | 3      |
| FRA  | Julien Benneteau     | FRA  | Michaël Llodra    | 110   | 4      |

- 1 Rankings como em 11 de fevereiro de 2013

### Outros participantes
As seguintes parcerias receberam convites para a chave de duplas:
- Maxime Chazal /  Martin Vaisse
- David Guez /  Josselin Ouanna

## Campeões

### Simples
- Jo-Wilfried Tsonga venceu  Tomáš Berdych, 3–6, 7–6(6), 6–4

### Duplas
- Rohan Bopanna /  Colin Fleming venceram  Aisam-ul-Haq Qureshi /  Jean-Julien Rojer, 6–4, 7–6(3)